# Фальк, Роберт Рафаилович
Ро́берт Рафаи́лович Фа́льк (15 [27] октября 1886, Москва — 1 октября 1958, там же) — русский и советский живописец, соединивший в своём творчестве пути русского модерна и авангарда; один из самых известных художников еврейского театра на идише.

## Биография
Родился в семье юриста и шахматиста Рафаила Александровича Фалька (1859—1913) и Марии Борисовны Фальк (урождённой Банк, 1866—1940).
С 1904 по 1905 годы учился изобразительному искусству в школе-студии Константина Юона и Ивана Дудина, в частной студии Ильи Машкова, а затем с 1905 по 1909 годы — в Училище живописи, ваяния и зодчества, где особое влияние на него оказали Валентин Серов и Константин Коровин. Жил в основном в Москве. В 1909 году, чтобы вступить в брак с Елизаветой Потехиной, крестился с именем Роман (после революции снова вернулся к прежнему имени).
В 1910 году стал одним из основателей художественного объединения «Бубновый валет», в деятельности которого он участвовал с 1910 по 1916 годы. С 1910 по 1911 годы осуществил поездку в Италию.
После революции 1917 года, с 1918 по 1928 годы преподавал в ГСХМ — ВХУТЕМАСе — ВХУТЕИНе (ныне МГАХИ им. Сурикова); был деканом факультета живописи; его учениками были Семён Чуйков, Михаил Иванов-Радкевич, Георгий Нисский, Ева Левина-Розенгольц, Раиса Идельсон, Николай Ромадин, Виктор Остроумов, Порфирий Фальбов.
С 1918 по 1921 годы работал в Московской коллегии по делам искусства и художественной промышленности Отдела изобразительных искусств Наркомпроса. Периодически с 1921 года преподавал в Витебском художественном училище. В 1921 году стал членом объединения «Култур-лиге», созданного для развития еврейского искусства, связанного с традиционной культурой на идише. Мастерская художника находилась во ВХУТЕМАСовском[в чём?] (ул. Мясницкая, д. 21, кв. 36).
В 1928 году выехал в командировку за границу и до 1937 года жил и работал в Париже. Затем вернулся в СССР, жил в так называемом Доме Перцовой, где по просьбе бывших соратников по Бубновому валету Александра Куприна и Василия Рождественского и при активнейшей помощи лётчика Андрея Юмашева получил мастерскую, которую раньше занимал художник Павел Соколов-Скаля. С Юмашевым Фальк познакомился в 1936 году в посольстве СССР во Франции, они сдружились. В 1937—1938 годах они совершили своеобразное «турне» по Крыму и Средней Азии, где знаменитый лётчик читал лекции о своём перелёте через Северный полюс, а на досуге ставил свой любительский мольберт рядом с мольбертом Фалька. Работал оформителем сцены Московского государственного еврейского театра (с которым сотрудничал и до своего отъезда за рубеж), а также еврейских театров других городов.
В 1939 году состоялась персональная выставка Фалька в Доме литераторов. В его творчестве преобладают пейзажи, натюрморты и портреты, написанные в обобщённой, приглушенной манере.
Во время Великой Отечественной войны с 1941 по 1943 год был в эвакуации в Башкирии и в Средней Азии (Самарканд). 
Во время проработочных кампаний 1940-х годов подвергался критике как «формалист».
После 1953 года стал для многих молодых советских художников-авангардистов своеобразным символом ушедшей эпохи живописи, мостом между искусством начала XX века и послесталинской оттепелью. О своих посещениях его мастерской рассказывал в мемуарах Михаил Самуилович Агурский. 
Похоронен на Калитниковском кладбище, участок № 20.

## Семья

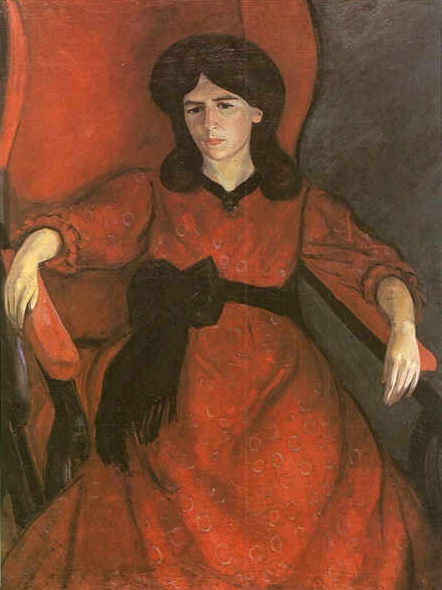
Лиза в кресле. 1910

- Брат — Эммануил Рафаилович Фальк (1897—1955), юрист, социал-демократ.

Был женат четыре раза:
- Елизавета Сергеевна Потехина[вд] (1882—1963), художница, соученица по Московскому училищу живописи, ваяния и зодчества; в браке с 1909 по 1920 год.
  - сын — Валерий Робертович (Романович) Фальк (1916—1943), художник[9], график-офортист, погиб на фронте.
- Кира Константиновна Алексеева[вд] (в замужестве Фальк; 1891—1977), дочь К. С. Станиславского и директор его музея, художница[10][11]; в браке с 1920 по 1922 годы.
  - дочь — Кирилла[вд] (фр. Cyrilla Falk, в замужестве Барановская; 1921—2006), переводчик русской поэзии на французский язык, педагог[12]; внук — историк Константин Юрьевич Барановский (1955—2006), научный сотрудник Института США и Канады РАН.
- Раиса Вениаминовна Идельсон (1894—1972), поэтесса и художница, в браке с 1922 по 1931 годы, вторым браком замужем за художником Александром Лабасом[13].
- Ангелина Васильевна Щекин-Кротова (1910—1992), в браке с 1939 года и до смерти Фалька.

## Наиболее известные работы
- «Московский дворик», 1912, Национальная картинная галерея Армении, Ереван;
- «Церковь Ильи Обыдённого», 1912, частное собрание, Москва;
- «Крым», 1914, Нижегородский государственный художественный музей;
- «Из окна мастерской. Осеннее утро в Москве», 1926, собрание Дома учёных Сибирского отделения РАН, Новосибирск;
- «Московский пейзаж», 1950, Государственный музей искусств Республики Казахстан им. А. Кастеева, Алма-Ата;
- «Строительство Дворца Советов», 1939, Музей Москвы[14];
- «7 ноября из окон ателье», 1950, Русский музей;
- Портрет Соломона Михоэлса, 1947—1948;
- Портрет Виктора Шкловского, 1948;
- Портрет историка искусств Александра Габричевского, 1953, частное собрание, Москва;
- «Ночь на Старом рынке», 1922—1925 (декорации к спектаклю Московского государственного еврейского театра по пьесе Ицхока-Лейбуша Переца);
- «Путешествие Вениамина III», 1927 (декорации к спектаклю Московского государственного еврейского театра по роману Менделе Мойхер-Сфорима);
- Декорации к спектаклям Московского и Белорусского государственных еврейских театров («Соломон Маймон», 1939—1940; «Испанцы», 1940—1941; «Леса шумят», 1947); Театра имени Моссовета («Лгун», 1940); Государственного камерного театра («Лев на площади», 1948); Театра сатиры («Только правда», 1955—1956).

## Галерея

«Девушка с попугаем»
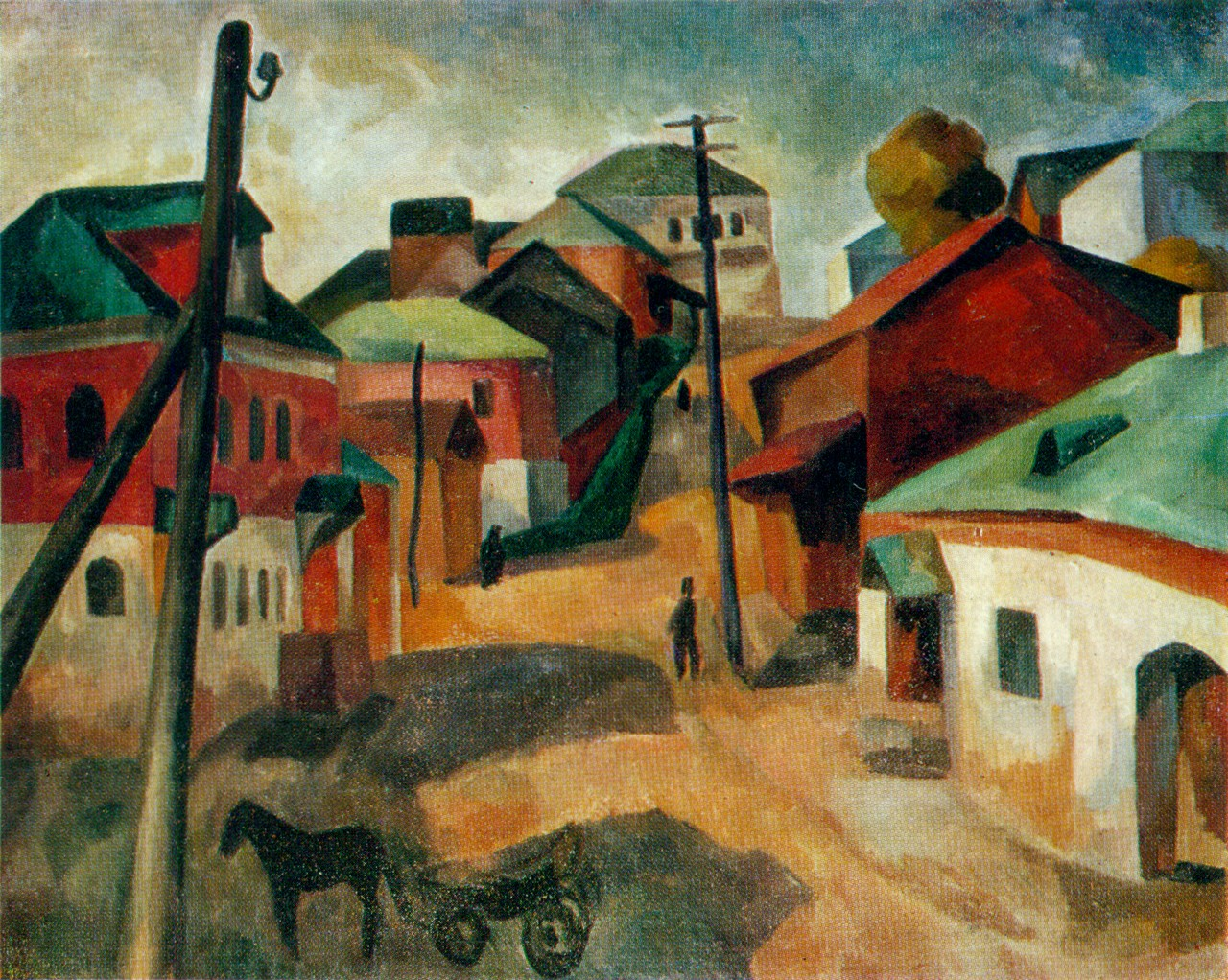
«Старая Руза»
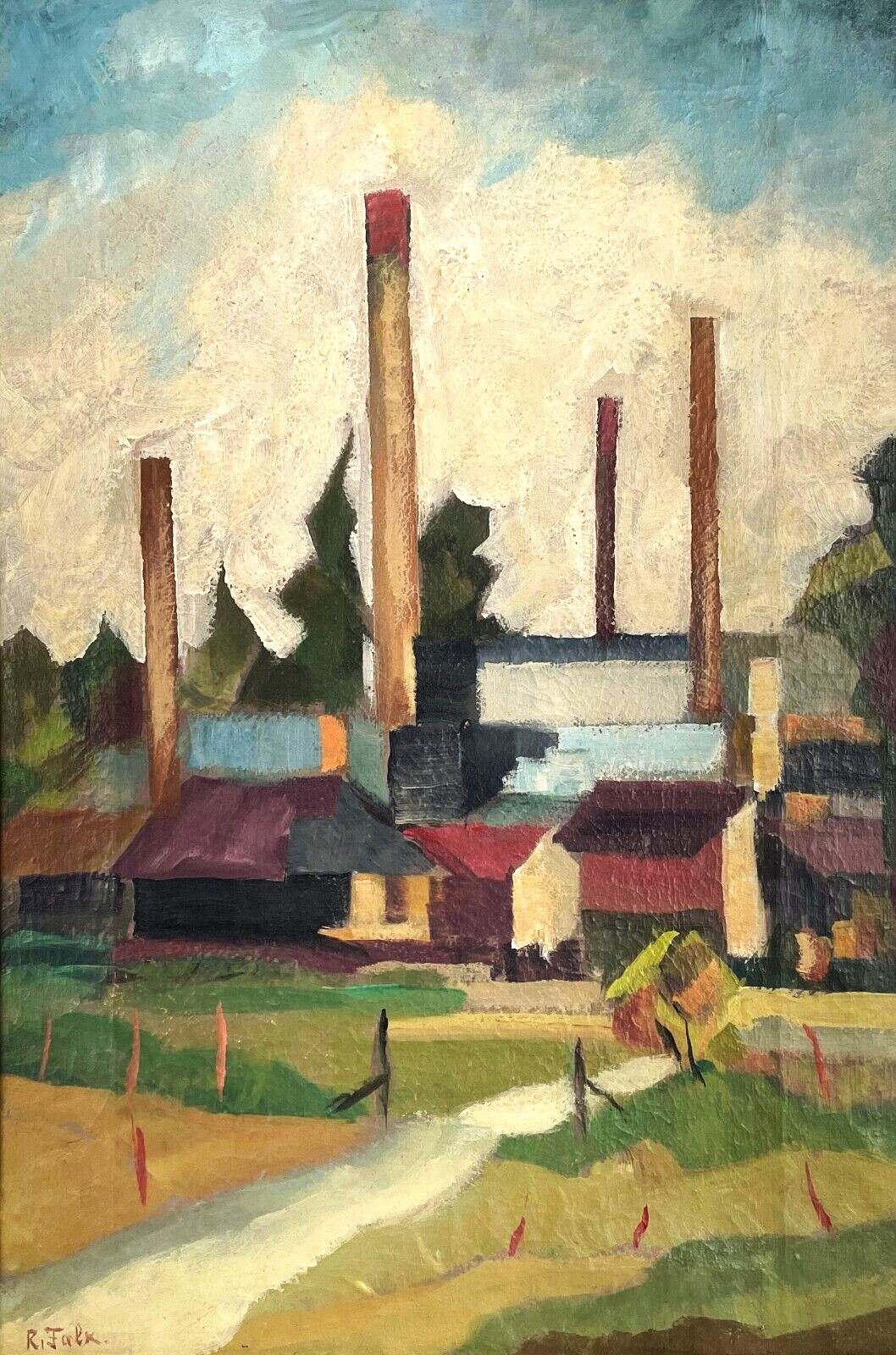
«Трубы». 1929
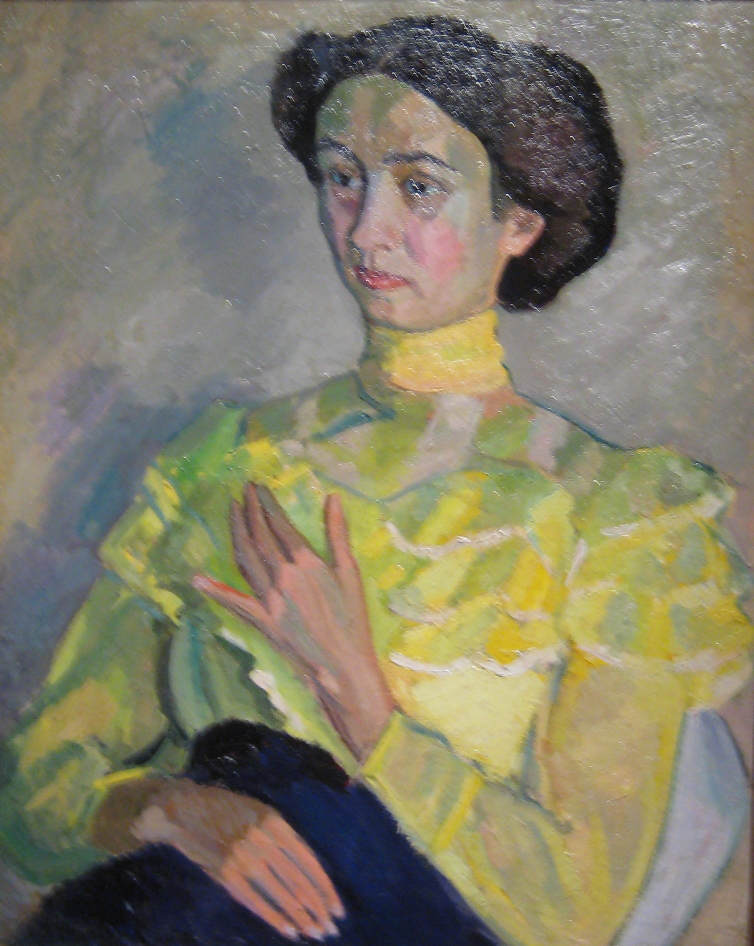
«Дама в жёлтой блузке» (А. К. Бобровская)

## Память
- В 2018 году в Москве в Даниловском районе появилась улица Роберта Фалька[15].
- В РГАЛИ имеется фонд Р. Р. Фалька (№ 3018)

### Документалистика
- Документальный фильм из цикла «Судьбы скрещенья». ИП Петросянц В. Е. по заказу ВГТРК. 2018 г (22 сентября 2018). Роберт Фальк. Ксения Некрасова.  27 мин. Россия-Культура. {{cite episode}}: |series= пропущен или пуст (справка); Внешняя ссылка в |credits= (справка)

### Посмертные выставки
В 1992 году в Русском музее состоялась посмертная персональная выставка произведений Фалька, однако каталог выставки не был издан.
В 2020 году в Новой Третьяковке открылась персональная выставка Фалька, на которой было представлено свыше 250 графических и живописных произведений художника (выставка работает до 23 мая 2021). Подготовлен специальный выпуск журнала «Третьяковская галерея».

## Ученики
- Дризе, Исаак Давидович
- Иванов-Радкевич, Михаил Павлович
- Маврина, Татьяна Алексеевна
- Прокофьев, Олег Сергеевич